# Matarum etiennei
Matarum etiennei är en fjärilsart som beskrevs av Pierre E.L. Viette 1975. Matarum etiennei ingår i släktet Matarum och familjen nattflyn. Inga underarter finns listade i Catalogue of Life.